# Pilea maculata
Pilea maculata är en nässelväxtart som beskrevs av Ignatz Urban och Ekman. Pilea maculata ingår i släktet pileor, och familjen nässelväxter. Inga underarter finns listade i Catalogue of Life.